# Mohamed Metwali Chaârawi
Mohamed Metwali Chaârawi (en arabe : محمد متولي الشعراوي), né le 5 avril 1911 et mort le 17 juin 1998, est un théologien musulman et homme politique égyptien. Il a joui d'une grande popularité en Égypte grâce à ses apparitions télévisuelles régulières dans le cadre d'émissions consacrées à l'islam, et a joué un grand rôle dans la diffusion de l'islam orthodoxe dans son pays et, au-delà dans le monde arabe. Il est l'un des « symboles de la culture populaire égyptienne » des années 1970, 80 et 90.

## Jeunesse
Mohamed Metwali Chaârawi nait en 1911 dans le village de Dakados dans le gouvernorat de Dakahleya. À onze ans, il a déjà mémorisé l'ensemble du coran. Durant ses études, il s'intéresse en particulier à la littérature et à la poésie, il est élu à la tête du syndicat étudiant de son institut, preuve de son charisme et de sa popularité dès cette époque. Il rejoint la prestigieuse université d'études islamiques al-Azhar et participe à des rassemblements anticolonialistes contre la présence britannique en Égypte.  

## Carrière

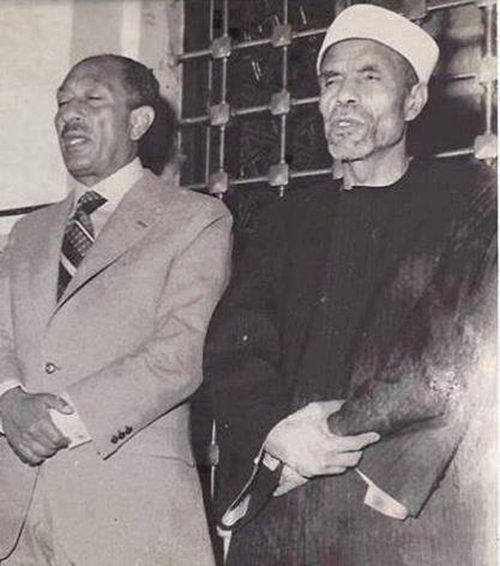
Le ministre Chaârawi (à droite) en 1978 avec le président de la République Anouar el-Sadate.

Après avoir obtenu son diplôme en 1940, il obtient son titre d'enseignant en 1943. En 1950, il gagne l'Arabie saoudite où il enseigne les règles de la charia à l'université Umm al-Qura. Cependant, à partir de 1963, il lui devient impossible de rester en Arabie saoudite en raison de la détérioration des relations diplomatiques entre l'Égypte et ce pays. Il devient donc l'assistant de l'imam d'Al Azhar, le sheikh Hasan al Ma'amoon. Il dirige ensuite de 1963 à 1970 une délégation d'Al Azhar en Algérie. À cette époque, les dirigeants de l'Algérie qui vient juste d'obtenir son indépendance entreprennent une politique d'arabisation du pays. Gamal Abdel Nasser décide alors d'y envoyer un certain nombre d'enseignants chargés d'arabiser l'éducation nationale algérienne. C'est aussi l'occasion pour lui d'éloigner de l'Égypte un certain nombre de frères musulmans dont il craint l'influence. Metwali Chaârawi est chargé de superviser le travail de ces enseignants, et à ce titre il joue un rôle essentiel dans l'arabisation et l'introduction de l'idéologie des frères musulmans dans ce pays. Il retourne ensuite en Arabie saoudite où il enseigne à l'université du roi Abdulaziz.
À partir de 1970, il devient immensément populaire en  Égypte et dans le monde arabe grâce à l'émission Nour ala Nour, le premier talk show traitant de l'islam produit dans le pays. Ses cassettes audio connaissent une grande diffusion.
En novembre 1976, alors que l'Égypte est dirigée par Anouar el-Sadate, il est nommé par le premier ministre Mamdouh Salem ministre du Waqf, fonction qu'il exerce jusqu'en octobre 1978. Il est à l'origine durant cette période d'une loi facilitant la création de la première banque fonctionnant selon les préceptes de la finance islamique en Égypte, la banque islamique Faisal. Il quitte ses fonctions après la signature des accords de Camp David.
En 1987, Metwali Chaârawi est désigné membre de l'académie de la langue arabe du Caire.
Il meurt le 4 juin 1998, plus d'un million de personnes assistent à ses obsèques.

## Opinions
De par la grande diffusion de ses propos via des supports de diffusion modernes, la pensée du sheikh a grandement influencé l'islam égyptien et joué un grand rôle dans l'adoption de normes rigoristes.
Se vantant de n'avoir plus lu d'autre livre que le Coran passé 1997, il a notamment pris position sur le trafic et le don d'organes, il en a interdit la vente se basant sur le précepte islamique selon lequel les humains n'ont pas la propriété de leur corps qui appartient à Dieu. Il a dans plusieurs fatwa autorisé l'excision, une pratique courante en Égypte et considérait que les femmes ne pouvaient être nommées à des postes important au gouvernement ou devenir juges en raison du caractère incomplet de leur foi et de leur esprit. Il s'est servi de son aura populaire pour mener des attaques médiatiques contre des intellectuels égyptiens renommés tels les philosophes Tawfiq al-Hakim et Zaki Naguib Mahmoud ainsi que l'écrivain Naguib Mahfouz, leur reprochant de contredire ses opinions.
Metwali Chaârawi s'est montré fidèle à un certain nombre de dirigeants égyptiens. Ainsi il a élevé le roi Farouk sur un piédestal, rapprochant dans un poème sa lignée avec Mahomet. Il a aussi composé un poème glorifiant Nasser.
Bien que proche idéologiquement du fondateur des Frères musulmans, Hassan el-Banna, il a critiqué leur impatience, leur reprochant d'avoir fait usage de violence avant d'être prêts à prendre le pouvoir.